# Whip
Der Whip (englisch für „Einpeitscher“, auch Party Whip) ist in vom britischen Parlamentarismus geprägten Ländern eine Person, die im Parlament sicherstellen soll, dass die Mitglieder der eigenen Fraktion bei Abstimmungen anwesend sind und im Sinne der Fraktionsführung abstimmen. Als Whip werden auch die Abstimmungsvorgaben der Fraktionsführung selbst bezeichnet, die den Abgeordneten vorgelegt werden.

## Bezeichnung und Verbreitung
Die Bezeichnung whip ist vom whipper oder whipper-in (Einpeitscher, Pikör) bei der Parforcejagd abgeleitet, der die Hunde mit einer Peitsche bei der Meute hielt – letztendlich also von der Peitsche selbst, die im Englischen auch als whip bezeichnet wird.
Die Position des Whip hat sich in englischsprachigen Ländern verbreitet, die in der Tradition des britischen Parlamentarismus stehen. So findet sich die Bezeichnung neben Großbritannien auch in den Vereinigten Staaten und in Australien, Neuseeland und Südafrika. Auch im Europäischen Parlament gibt es, zumindest innerhalb einiger nationaler Delegationen, die Funktion des Whips.
Die Aufgabe, für Fraktionsdisziplin zu sorgen, ist vergleichbar mit dem Parlamentarischen Geschäftsführer in deutschen Parlamenten.

## Vereinigtes Königreich
Die Position lässt sich bis ins englische Parlament des 17. Jahrhunderts zurückverfolgen. Erstmals findet sich die Praxis im Sinne einer Ermahnung, eine Abstimmung nicht zu verpassen, am 25. November 1621 durch George Calvert, 1. Baron Baltimore an Julius Caesar. Die Bezeichnung im Sinn einer dauerhaften politischen Funktion ist erstmals für das Jahr 1772 überliefert, die Praxis wurde aber bereits 1769 in einer Rede von Edmund Burke und 1742 in einem Brief an Charles Watson-Wentworth, 2. Marquess of Rockingham mit diesem Begriff bezeichnet.
Das Whip-System wurde im 19. Jahrhundert von der Irish Parliamentary Party unter Charles Stewart Parnell in die Politik Großbritanniens und Irlands eingeführt. So musste zum ersten Mal jedes Parlamentsmitglied einen Eid schwören, zur Partei zu stehen und in ihrem Sinne abzustimmen.
Die Aufgaben der Whips umfassen im Whip-System neben der Information der Abgeordneten über anstehende Parlamentsentscheidungen auch das Sicherstellung des Abstimmungsverhaltens sowie die Information der Parteiführung über die Meinungen der Hinterbänkler. Bei knappen oder unklaren Mehrheitsverhältnissen, insbesondere bei einem hung parliament (bei dem keine Fraktion die Mehrheit stellt), kommt den Whips besondere Bedeutung zu, wie es zuletzt nach den Unterhauswahlen 2017 der Fall war.

### House of Commons
Im britischen Unterhaus wird die Wichtigkeit einer Abstimmung durch Unterstreichen der Abstimmungsthemen im Fraktionsrundschreiben angezeigt. Eine einfache Unterstreichung (single-line whip oder one-line whip) zeigt den Zeitpunkt einer Abstimmung an sowie wie die Parteiführung abstimmen wird. Die Abgeordneten haben aber freie Wahl, ob sie an einer Abstimmung teilnehmen und wie sie abstimmen. Eine zweifache Unterstreichung (two-line whip bzw. double-line whip) zeigt an, dass erwartet wird, dass der Abgeordnete abstimmt, und so abstimmt wie die Partei es vorgibt. Ein Fernbleiben, etwa bei Terminschwierigkeiten, ist mit Genehmigung des Whip-Office möglich. Eine dreifache Unterstreichung (three-line whip) erfolgt bei besonders wichtigen Abstimmungen. In diesem Fall müssen die Abgeordneten erscheinen und mit der Parteilinie stimmen, die Missachtung der Vorgaben (auch bei einfachem Fernbleiben) kann zu einem withdrawal of the whip (Fraktionsausschluss) oder gar Parteiausschluss führen.
Der Chief Whip der Regierungspartei wird vom stellvertretenden Chief Whip, weiteren Whips und den Assistant Whips unterstützt – insgesamt etwa 15 Personen. Der Chief Whip ist üblicherweise Mitglied des Kabinetts, meist als Parliamentary Secretary to the Treasury. Auch die anderen führenden Whips bekommen Regierungsämter; der stellvertretende Chief Whip als Treasurer of Her Majesty’s Household, die nächsten zwei Whips als Comptroller of HM Household und Vice-Chamberlain of HM Household. Die übrigen Whips sind Lords Commissioners of the Treasury. Die Assistant Whips sowie die Whips der Oppositionsparteien erhalten keine Ämter.
Der Chief Whip der Opposition erhält aber jede Woche Vorabmitteilungen über die Tagesordnungspunkte, die die Regierung ins Parlament einzubringen gedenkt, und es gibt keine endgültige Entscheidung darüber, bevor man nicht miteinander Rücksprache darüber gehalten hat. Die Termine für die einzelnen Fragen werden also gemeinsam festgesetzt.

### House of Lords
Ähnliches gilt für die Whips im House of Lords. Der Chief Whip der Regierung wird allgemein zum Captain of the Honourable Corps of Gentlemen-at-Arms und der stellvertretende Chief Whip wird üblicherweise zum Captain of the King’s Bodyguard of the Yeomen of the Guard ernannt. Die übrigen Whips, die wegen der abnehmenden Bedeutung der Parteidisziplin im House of Lords weniger zahlreich sind, werden zu Lords in Waiting bzw. Baronesses in Waiting ernannt.

## Vereinigte Staaten
Siehe auch: Senat der Vereinigten Staaten, Fraktionsführung und -disziplin.
In den Vereinigten Staaten stellt eine Partei in beiden Kammern des Kongresses, also sowohl im Senat als auch im Repräsentantenhaus, zusätzlich zu einem Majority Leader oder Minority Leader auch einen Majority Whip oder Minority Whip. Hierbei steht das Wort majority für Mehrheit und das Wort minority für Minderheit. Dem Whip der jeweiligen Partei stehen zudem untergestellte Whips auf regionaler Ebene zur Seite.
Die Position des „Einpeitschers“ gab es informell von Beginn des Kongresses in den 1790er Jahren an. Als fester Begriff wurde die Funktion in das politische System der Vereinigten Staaten im Jahr 1897 eingeführt, als der republikanische Sprecher des Repräsentantenhauses Thomas B. Reed den Abgeordneten James A. Tawney zu seinem Whip bestimmte. 1901 wurde Oscar Underwood zum ersten Whip der Demokraten im Repräsentantenhaus bestimmt; in den 1930er Jahren bauten die Demokraten den Posten des Whips zu einer größeren Organisation aus. Seit den 1970er Jahren ist die Position zu einer großen Institution gewachsen, insbesondere bei den Demokraten. Sie umfasst bei ihnen inzwischen etwa hundert Personen, darunter 11 Chief Deputy Whips und 12 Deputy Whips sowie 70 einfache Whips, die alle vom Haupt-Whip bestimmt werden; außerdem gibt es 24 regionale und einen fest installierten Whip für das Rules Committee sowie situative Aufgaben, die dadurch einen Großteil der Abgeordneten in die Arbeit der Fraktionsführung einbinden. Bei den Republikanern gibt es einen Chief Deputy Whip und 17 Deputy Whips sowie 50 regionale Whips im Repräsentantenhaus. Während die Fraktion der Republikaner ihren Whip von Beginn an wählte, ist das bei den Demokraten erst seit 1986 der Fall; bis dahin war der Whip bei ihnen von der Fraktionsführung bestimmt worden.
Die Abgeordneten in den Vereinigten Staaten gelten als relativ unabhängig von ihren Parteien durch die Direktwahl in ihren Wahlkreisen (statt der parteigeprägten Listenwahl) und durch die weitgehend selbständige Finanzierung ihrer Wahlkämpfe. Deshalb ist der Einfluss der Whips in den USA deutlich geringer als in Großbritannien, zugleich aber ist ihre Funktion besonders wichtig, um die Abgeordneten auf Linie zu bringen. Deshalb kann ein Whip größere politische Macht ausüben als der eigentliche Fraktionsführer. So trug Tom DeLay aus Texas während seiner Zeit als Whip der Republikaner im Repräsentantenhaus den Spitznamen „The Hammer“ („Der Hammer“). Ihm wird zugeschrieben, dass er das Whip-System der USA revolutioniert habe, weil er den bis dahin unüberschaubaren Zugang von Lobbyisten zu Abgeordneten kanalisierte und regulierte.